# نهائي كوبا ليبرتادوريس 1999
نهائي كأس ليبرتادوريس 1999 هو النهائي الأربعون من بطولة كأس ليبرتادوريس لتحديد بطل كأس ليبرتادوريس 1999 وخاضها نادي بالميراس البرازيلي ونادي ديبورتيفو كالي الكولومبي. أقيمت مباراة الذهاب في ملعب باسكوال غيريرو الأولمبي في كالي بينما لُعبت مباراة الإياب في ستاد باليسترا إتاليا (المعروف أيضًا باسم "باركي أنتاركتيكا") في ساو باولو.
بعد التعادل 2-2 في مجموع المباراتين، توج بالميراس بطلاً بركلات الترجيح.

## الفرق المتأهلة
| فريق           | الظهور في النهائيات السابقة (بخط عريض يشير إلى الفائزين) |
| -------------- | -------------------------------------------------------- |
| ديبورتيفو كالي | 1978                                                     |
| بالميراس       | 1961 ، 1968                                              |